# Коммутация IP-пакетов
Коммутация IP-пакетов — технология, использующаяся для оптимизации работы маршрутизаторов при использовании неизменных или редко меняющихся маршрутов.
Суть технологии — обработка IP-пакета без участия центрального процессора маршрутизатора. Первый пакет заданного типа (адрес отправителя, получателя, порт получателя) обрабатывается процессором в полном объёме (с проверкой на ACL, обработкой таблицы маршрутизации, определение нужного интерфейса), все последующие аналогичные (те же адреса, порты) уже не обрабатываются процессором, а коммутируются, как в устройствах второго уровня (чаще всего с использованием аппаратных средств коммутации, вроде коммутационной матрицы).
Подобная технология позволяет существенно снизить нагрузку на процессор маршрутизатора и уменьшить задержку в прохождении пакета. Самым существенным недостатком этой технологии является проблема смены маршрута, которая обнаруживается не сразу после изменения. Также подобная технология используется в коммутаторах с поддержкой маршрутизации (L3 коммутаторы).
Дальнейшим развитием идеи коммутации IP-пакетов является MPLS и MetroEthernet, подразумевающие отказ от маршрутизации и переход к коммутации данных внутри обслуживаемого периметра (обычно, трафика абонентов).